# Getter
Ein Getter, auch Fangstoff, ist ein chemisch reaktives Material, das dazu dient, ein Vakuum möglichst lange zu erhalten. An der Oberfläche eines Getters gehen Gasmoleküle mit den Atomen des Gettermaterials eine direkte chemische Verbindung ein, oder die Gasmoleküle werden durch Sorption festgehalten. Auf diese Weise werden Gasmoleküle „eingefangen“.
In den Getterpumpen (Ionengetterpumpe) der Vakuumtechnik wird meist Titan (Titan-Sublimationspumpe) verwendet. Platin eignet sich ebenfalls.

## Anwendungsbereiche

### Elektronenröhren

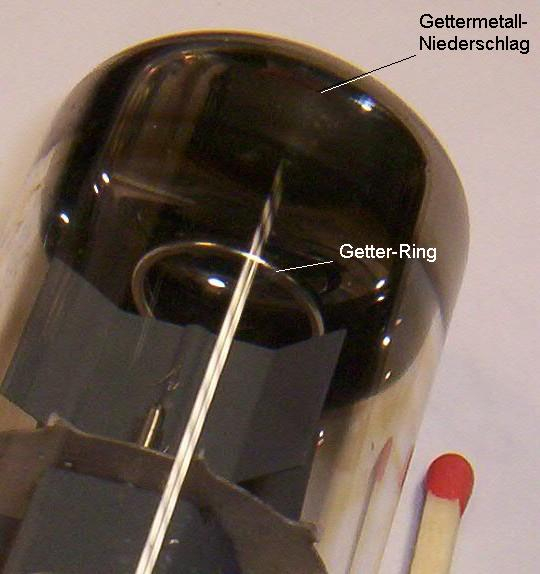
Getterring und Getter in einer Elektronenröhre

Man verwendet dieses Prinzip vor allem, um verbleibende Gase in Elektronenröhren (einschließlich Bildröhren) oder Vakuumpumpen zu binden. Zur Funktionsfähigkeit von Elektronenröhren ist es erforderlich, dass in ihrem Inneren ein möglichst gutes Vakuum (Hochvakuum) herrscht. Dazu setzt man Getter ein, die nach dem Auspumpen die verbliebenen Gasmoleküle an sich binden.
Zur Aktivierung wird das Gettermaterial erhitzt; die entstehenden reaktiven Dämpfe binden die Restgase durch Adsorption oder chemische Bindung. Darüber hinaus können die an den freien Oberflächen niedergeschlagenen Dämpfe auch später eintreffendes Restgas binden, bis ihre Adsorptionskapazität erschöpft ist.
Bei Elektronenröhren werden häufig Barium-, Aluminium- oder Magnesiumlegierungen verwendet. Man bringt das Gettermetall in Form einer auf ein Blech montierten Pille oder eines Ringes zusammen mit dem Elektrodensystem in die Röhre und erhitzt diese nach dem Abpumpen und Abschmelzen des Glaskolbens induktiv, um das Gettermetall zu verdampfen.

### Halbleiterfertigung
In der Halbleiterfertigung ist weiterhin die sogenannte Defektgetterung bekannt. Dabei wird ausgenutzt, dass sich Verunreinigungen in Kristallen vorzugsweise an Störzonen des Kristallaufbaues anlagern. Die Rückseite eines Wafers wird gezielt mit Kristallfehlern versehen (aufgeraut), so dass bei einer nachfolgenden Temperung Verunreinigungen zu diesen Störstellen diffundieren. Eine andere Möglichkeit, Getterzentren zu erzeugen, ist eine gezielte Einbringung von Fremdstoffen (z. B. Bor, Phosphor, Argon) auf der Rückseite. Die für die Herstellung der Schaltungsstrukturen verwendete Vorderseite des Wafers wird dadurch reiner.

### Lebensmittelproduktion
Bei Dampfleitungen der Pharma- und Lebensmittelbranche wird aus Hygienegründen häufig eine Vakuumisolierung mit Barium-Tubegettern eingesetzt. Bariumgetter eignen sich aufgrund ihres geringen Gleichgewichtsdruckes bei Wasserstoff auch für Vakuumisolierungen bei höheren Temperaturen (z. B. Rohranlagen in der Petro- oder Chemieindustrie).

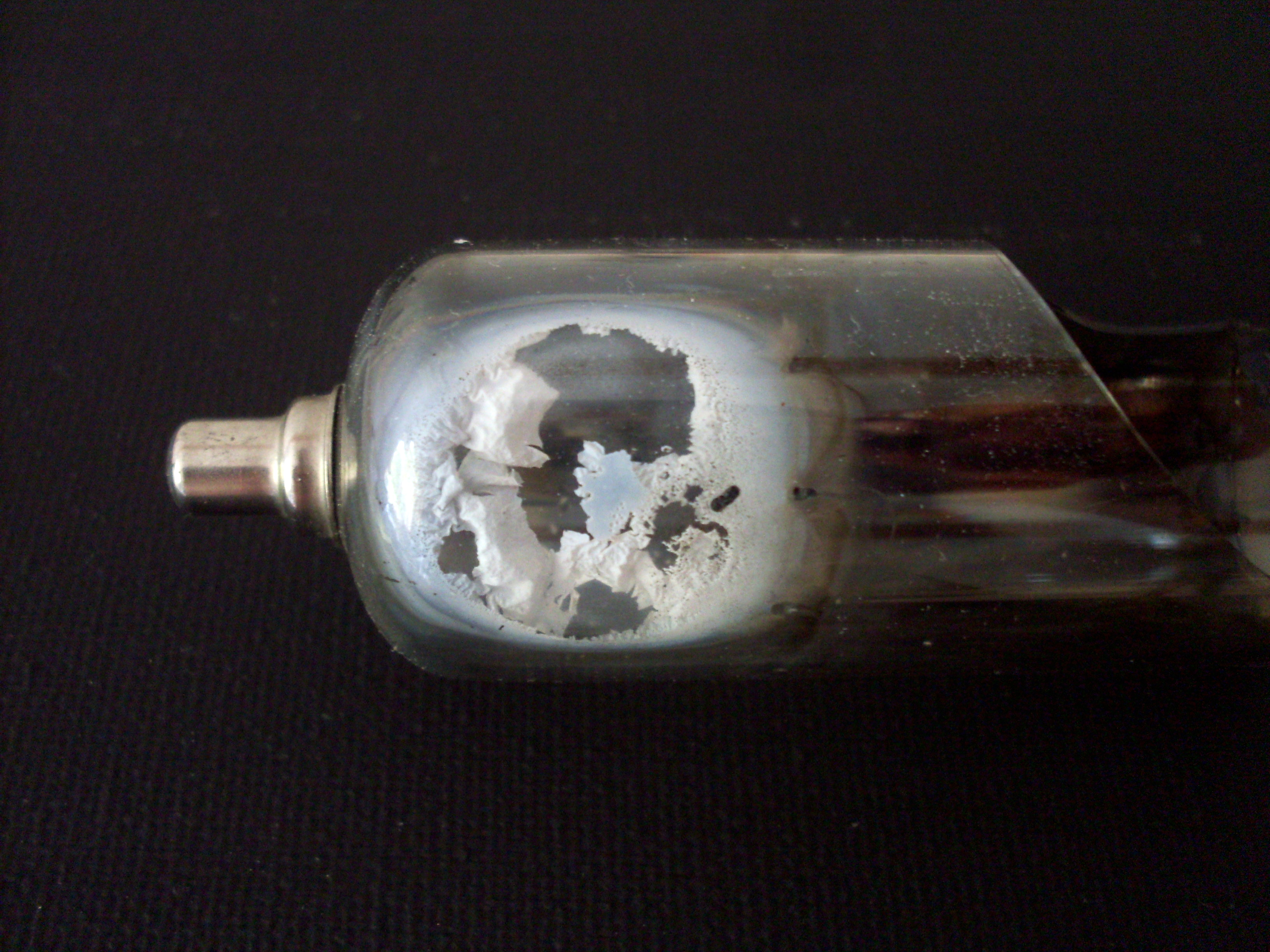
Oxidiertes Getter in einer Elektronenröhre durch Glasbruch
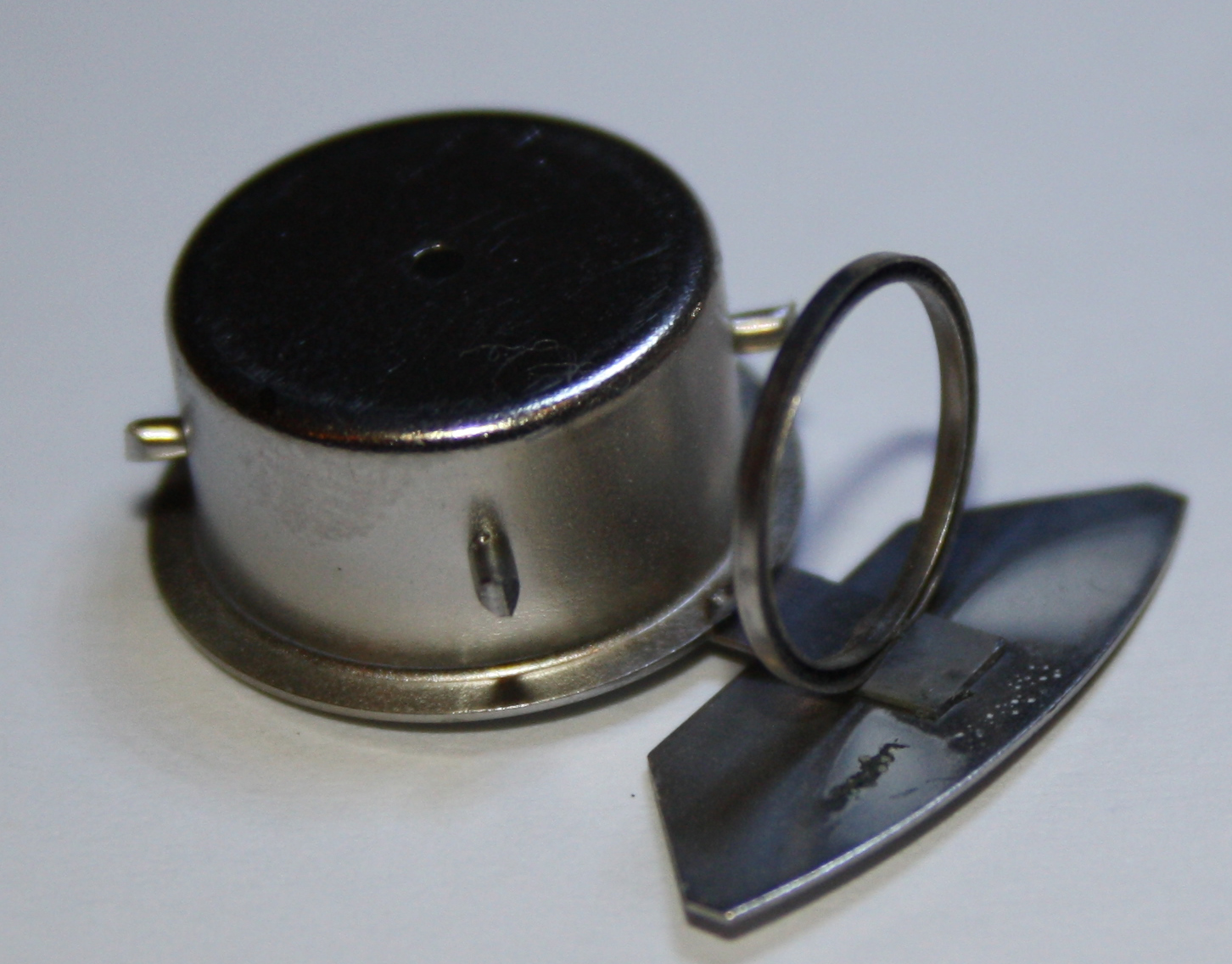
Getterring eines Elektronenstrahlsystems
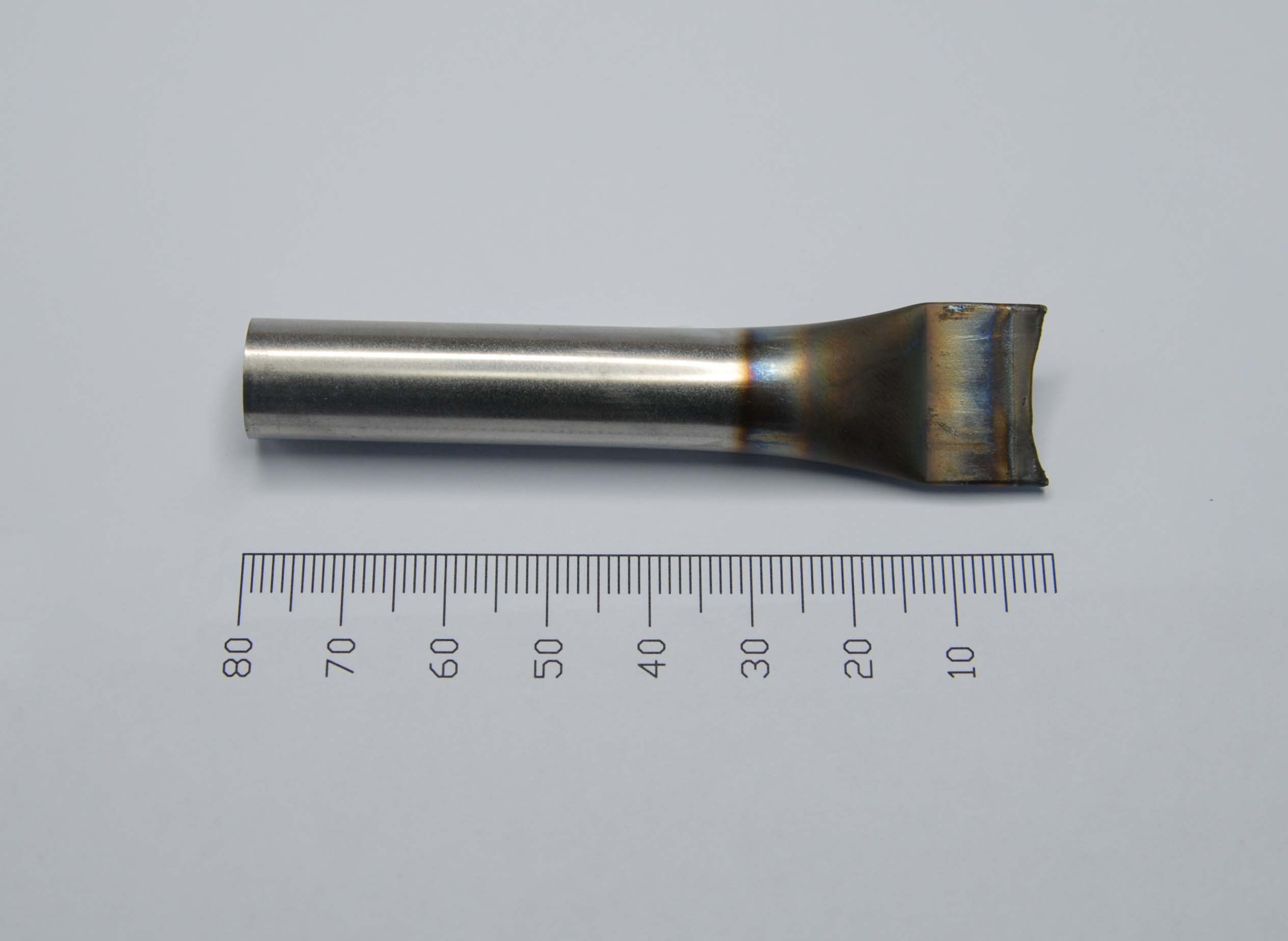
Tubegetter mit Barium
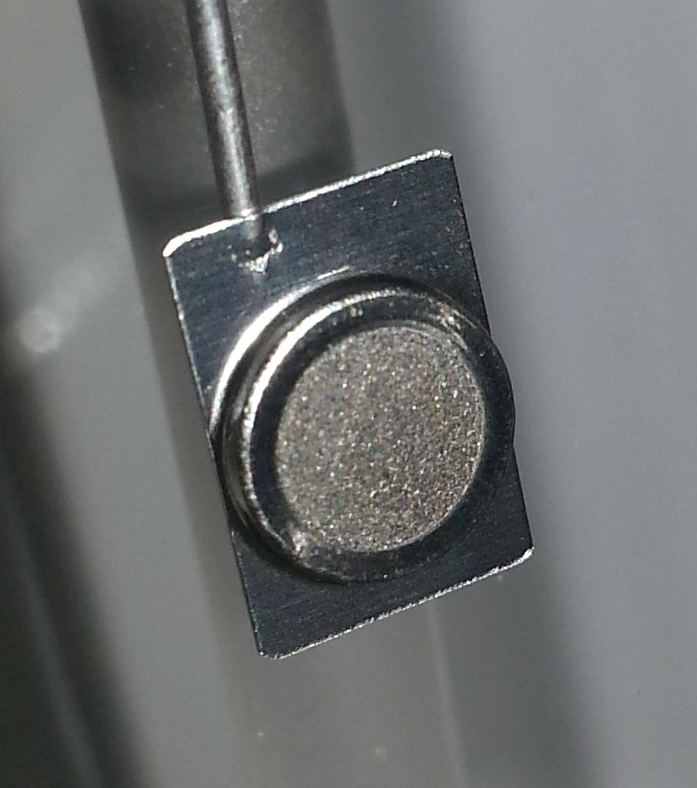
Zr-Fe-Getter im Außenkolben einer Natriumdampflampe